# Adrian Bowyer
Adrian Bowyer (1952, Londres) és un enginyer britànic i matemàtic, acadèmic de la Universitat de Bath.
A l'inici dels anys setanta, Adrian Bowyer es va llicenciar en Enginyeria Mecànica a l'Imperial College i, més tard, va dedicar el seu doctorat a la investigació en Tribologia. Va ser el fundador de la Bath University Microprocessor Unit el 1981 i en va ser el responsable durant quatre anys. Després d'això, va començar a ensenyar Manufacturing al Departament d'Enginyeria de la Bath University, d'on actualment és professor senior. La seva àrea de recerca és el modelatge geomètric i la computació geomètrica en general (és un dels autors de l'algoritme Bowyer-Watson pels diagrames Voronoi), l'aplicació dels ordinadors a la fabricació i la biomimètica. El seu treball principal en biomimètica és en les màquines autoreplicants.